# Галин Мартирій Андрійович
Мартирій Андрійович Галин (1858 с. Гура Роша (тепер Козацьке), Бессарабська губернія — † 1943) — лікар-хірург, доктор медицини, один із засновників Українського наукового товариства та голова його природничо-лікарської, а згодом — медичної секції, голова термінологічної комісії, автор перших наукових хірургічних праць, опублікованих українською мовою, та перших українських словників медичної термінології. Генерал-хорунжий (1918).
Енциклопедія сучасної України відзначає його як одного із керівників українського національного відродження в Південній Бесарабії (в Аккермані).

## Біографія

### Ранні роки та освіта
Народився Мартирій Андрійович Галин (до 1920 р. підписувався як «Галін») 14 квітня 1858 р. в сім'ї православного священика. В 1882 р. закінчив курс у Новоросійському університеті і був удостоєний ступеня «кандидат природничих наук». Був також підданий скороченому випробуванню на фізико-математичному факультеті того ж навчального закладу, після якого отримав звання учителя гімназії з правом викладання хімії і природничих наук.
Казенокоштним студентом, як стипендіат морського відомства, поступив до Імператорської військово-медичної академії, яку успішно закінчив у 1886 р. За час навчання виконав дві роботи: «Качественное и количественое определение пищи, употребляемой крестьянами сел: Гура Роши и Староказачьего Аккерманского уезда, Бессарабской губернии» і «О всасивании грануляционніми поверхностями» удостоєні конференцією академії золотими медалями у 1885 р. За використання стипендії від морського відомства, під час навчання в академії, зобов'язаний був відслужити 4 роки і 9 місяців.

### Початок кар'єри
30 листопада 1886 Найвищим наказом за № 51 М. А. Галин був визначений на службу в Чернігівський 29-й піхотний полк молодшим лікарем, проте, 13 грудня 1886 р., так і не відправившись на визначине місце служби, був переведений головним військово-медичним інспектором в Тираспольський 131-й піхотний полк, розташований у Києві, куди прибув 14 березня 1887 р. За розпорядженням корпусного лікаря 42-го армійського корпусу 8 вересня 1887 р. направлений для несення служби в Київський військовий госпіталь.
23 листопада 1888 р. на засіданні медичного факультету Університету Святого Володимира М. А. Галин захистив докторську дисертацію на тему: «К вопросу о всасивании и о путях всасивания грануляционными поверхностями». Клінічна частина роботи була виконана в клініці професора С. П. Коломніна у Військово-медичній академії, друга частина експериментів на собаках проводилась автором в лабораторії професора Н. А. Хржонщевського в Університеті Святого Володимира.
З 21 вересня 1888 р. по 23 березня 1890 р. Мартирій Андрійович був направлений до Київського військового госпіталю, а пізніше, за розпорядженням Київського окружного військово-медичного інспектора, — до Київського Володимирського кадетського корпусу для несення служби молодшим лікарем корпусу.
13 січня 1891 р. затверджений в чині Колезького асесора. 7 лютого 1893 р. переведений в Надвірні радники.
28 листопада 1896 р. М. А. Галин призначений старшим ординатором Київського військового госпіталю. В цьому ж році підвищений в чині у колезькі радники.
У вересні 1899 р. був відряджений за казенний кошт з метою «высшего научного образования» в Німеччину і Францію на один рік.

### Відрядження в Китай
Наступним важливим етапом, стало його відрядження на Далекий Схід та участі в медичному забезпеченні експедиційних військ Російської імперії при придушені «боксерського» повстання в Китаї. 6 серпня 1900 р. Найвищим наказом Мартртирій Андрійович був назначений корпусним лікарем 1-го Сибірського армійського корпусу і залишений на посаді консультанта Київського військового госпіталю. 25 вересня наказом командувача Квантунської області і морськими силами Тихого океану був зачислений в штат польового військово-медичного управління на посаді головного хірурга.
Після придушення повстання в Китаї повернувся додому. За відзнаки «в делах против китайцев» 17 березня 1901 р. нагороджений орденом святого Станіслава 2-го ступеню і срібною медаллю «За поход в Китай».

### Українське наукове товариство
В 1903 р. М. А. Галин призначений виконуючим обов'язоки Головного лікаря Київського військового госпіталю. Однак, лише 29 травня 1911 р. був прийнятий на посаду Головного лікаря Київського військового госпіталю. Таке тривале зволікання з призначенням на Головну посаду в той преіод легко пояснюється несприйняттям його громадської позиції, яка полягала у майже неприхованій підтримці всіх патріотично налаштованих українських організацій, а пізніше — безпосередній участі в їх діяльності. На той час М. Галину дуже допомагав його високий авторитет лікаря, хірурга, котрий здобув своєю службою у Києві та на театрі військових дій в Китаї. Високий чин статського радника також зіграв певну роль. У своїх спогадах він згадує випадок доносу, котрий спровокувала шовіністично налаштована газета «Киевлянин»

Коли заснувалося в Києві Українське наукове товариство (одразу після революції 1905 р.), а при ньому і медична секція, то ми, не гаючись, видали 1-й, а за ним і 2-й томи медичних творів. В обох книжках, поміж других авторів, були друковані і мої наукові доповіді на спеціальні теми по хірургії. Обидві книжки були цілком строго наукові і причепитися тут не було до чого. Прізвища всіх авторів були зазначені без вказівок на їх службовий стан. На обкладинці стояло тільки доктор М. Галин. І ось, один із найспритніших співробітників «Киевлянина», відомий д-р Гоголєв, друкує там довжелезну рецензію, нібито наукову, яка, однак, починається словами: «Военный врач, консультант Киевского военного госпиталя…», про що ані слова в моїй статті не було зазначено. Гоголєв нічого не говорить про зміст статті, а критикує тільки українські анатомічні терміни. Наслідки цього доносу: через кілька днів на сніданку у командуючого військами генерала Іуди Миколайовича Іванова, на який було запрошено і санітарного військового інспектора М. І. Вознесенського, мого давнього начальника й приятеля, один з присутніх генералів голосно підняв питання про статтю д-ра Горголєва в «Києвлянине», бажаючи з наміром звернути увагу Іванова на те, що українська пропаганда йде вже у війську. Ген. Іванов, що знав мене особисто, спинив балакучого генерала і звернув розмову на щось інше, а після сніданку, порадившися, доручив докторові Вознесенському передати мені його прохання не писати більше по-українськи, аби не давати приводів для доносів. Мусив скоритися.
— Галин М. «Сторінки минулого // «Український культурологічний альманах» С. 206-207
29 квітня 1907 р. відбулося перше зібрання Українського наукового товариства, завданням якого було «допомагати розробленю і популяризації українською мовою різних галузей науки». Його головою був обраний М. Грушевський. Серед перших 16 членів УНТ — відомих українських вчених — був і М. Галин. З часом кількість членів товариства росла, що зумовило необхідність виділити окрему медичну секцію, яку очолив Мартирій Андрійович. Вперше за багато років у Києві пролунало повідомлення на медичну тематику українською мовою — доповідь М. Галина «Симуляція в хірургії». Протягом 1908 р. відбулося десять засідань медичної секції. В 1909 р. доктор виступив із доповідями: «Походження кил» і «Хірургічні спостереження і примітки». Всі доповіді, зроблені на засіданнях медичної секції, з часом були опубліковані в «Збірнику медичної секції УНТ в Києві» (редакційний комітет — М. А. Галин, О. Г. Черняхівський).
Члени медичної секції УНТ працювали також над питанням української медичної термінології, і вже з тих років М. Галин займався складанням термінологічного словника.
6 грудня 1912 р. Головний лікар М. А. Галин підвищений в Дійсні статські радники.
18 травня 1914 р. М. Галин був переведений на посаду корпусного лікаря 21-го армійського корпусу, а Головним лікарем Київського військового госпіталю був призначений відомий лікар В. Ф. Бушуєв.
На початку Першої світової війни М. А. Галин займав посаду сінітарного інспектора 3-ї армії.
Восени 1917 р., пройшовши медичну комісію, яка підтвердила у М. Галина хронічний міокардит, він був евакуйований до Києва.

### Українські визвольні змагання
З приходом до влади П. Скоропадського, М. А. Галин призначається корпусним лікарем 4-го Київського корпусу. Одночасно йому доручається створити і очолити комісію по реорганізації Київського військового госпіталю в Український військово-медичний інститут. Проте, коли до влади прийшла Директорія УНР, діяльність комісії була припинена.
Попри те, що М. Галин при гетьмані не був обділений увагою і користувався авторитетом, отримав ранг генерал-хорунжого (наказ №3 від 30 травня 1918 р.) він не сприймав нову владу із симпатією. Правильний принцип формування апарату управління не за національним принципом, а за принципом професіоналізму, насправді виявився неприпустимим. Ставку П. Скоропадський зробив лише на спеціалістів старої школи, буржуазію, офіцерів і генералів царської армії, які до національної ідеї відносились байдуже і навіть вороже. Зі спогадів М. Галина відносно характеристики керівництва 4-го київського корпусу:

Командир корпусу генерал-майор «щиро-український» (фамілію автор забув, але вона була українська) розмовляє по українські, хоч і зле. Начальник штабу генерал-майор №., — товста, пихата, московська пика, — відвертається, не відповідаючи, коли осавул звертається до нього по українські…
Щодо українців-лікарів, як і українців-старшин воєнного часу, але призначених Петлюрою, або Жуковським, то їх потиху й помалу звільняли під тим претекстом, що треба, мовляв, дати місце кадровим, заплющуючи навмисне очі на те, що ті кадрові були москалі. Ось у такий спосіб почалася дезукраїнізація української армії…

Після поразки українських визвольних змагань М. Галин, як їх активний учасник, був змушений залишити Україну.

### Медичні словники
З допомогою О. Корчак-Чепурківського і під його головуванням редакційна комісія по створенню української термінології впорядкувала та підготувила до видання «Російсько-Український медичний словник» М. Галина, який вийшов у світ у Києві в 1920 р. окремою книгою. Будучи в еміграції, Мартирій Андрійович продовжив роботу над словником. В 1926 р. за підтримки союзу українських лікарів у Чехії був виданий «Медичний латинсько-український словник». Книга була доповнена матеріалами доктора Василя Наливайка.

### В Аккермані
1920 року Мартирій повернувся на рідну Бессарабію та оселився в Аккермані (румунська назва — Четатя-Албе), де брав участь у культурно-національній діяльності.
З червня 1928 року — головний лікар Четатя-Албе. 1931 року в ілюстрованому календарі «Приятель» (Чернівці) опублікували статтю Мартирія Галина — «Українці на Басарабщині», в якій він зробив огляд історії українців на теренах Бессарабії. 1932 року разом із українцями міста Аккермана привітав із 20-річчям організацію «Пласт» у Празі. 1936 року Мартирій Галин став членом місцевого товариства «Просвіта».
З 1933 р. був членом-кореспондентом Українського лікарського товариства у Львові, публікувався у виданнях Українського наукового Інституту у Берліні. В 30-х роках у виданні Українського воєнно-історичного товариства у Польщі — журналі «За державність» — вийшли його спомини «Спостереження й враження військового лікаря з часів великої війни й революції».
Помер Мартирій Андрійович Галин у Бессарабії в 1943 року на 82-му році життя.

## Пам'ять
- З 2024 року на честь Мартирія Галина названа вулиця у Білгороді-Дністровському (колишня вул. Декабристів)[7].

## Праці
- О всасивании грануляционніми поверхностями. — Киев, 1887
- О грыжах паховой области травматического происхождения. Клинические наблюдения и экспериментальное изследованіе на трупах // Летопись русской хирургии. — 1899
- О смещении яичка под кожу паховой области // Хирургия. — 1899
- Происхождение и диагностика искусственных грыж // Военно-медицинский журнал. — 1908
- Про симуляції в хірургії // Записки Українського наукового товариства. — Київ, 1908
- К вопросу об процентном соотношении грыж живота у мужчин, а также водянок брюшного отростка // Университетскте известия. — 1910
- Походження кил, відсоткові взаємини та осібності їх // Збірник Медичної секції українського наукового товариства. — Київ, 1910
- Хірургічні спостереження і примітки. Хробаково-паросткова кила Нук'ївого проводу // Там само
- Російсько-український медичний словник: матеріали до української медичної термінології // Редакційна комісія: проф. О. В. Корчак-Чепурківський (голова) [та інші]; упор. д-р мед. М. А. Галин; Київський губерніальний відділ охорони народного здоров'я, Підрозділ медичної та санітарної просвіти. — Київ, 1920
- Медичний латинсько-український словник / Видання «Спілки Українських лікарів в Чехословаччині»; під ред проф. д-ра мед. М. Матюженка і д-ра В. Наливайка. — Прага, 1928

## Нагороди
Відомо, що генерал-хорунжий Мартин Галин був відзначений хрестом Симона Петлюри під номером 460. Також, за час служби російській імператорській армії нагороджувався наступними орденами та медалями: Святого Станіслава 2 і 3 ст. та Святої Анни 2 і 3 ст., срібною медаллю на олександрівській стрічці «У пам'ять царювання імператора Олександра III», срібною медаллю «За похід у Китай», світло-бронзовою медаллю за участь в комісії з відпрацювання програми святкування ювілею вітчизняної війни та світло-бронзовою медаллю «У пам'ять 300-річчя царювання дому Романових»

## Додаткові джерела
- Становлення та розгром української національної медицини в ХХ столітті
- Ярослав Ганіткевич. Про становлення Української історії медицини [Архівовано 21 січня 2012 у Wayback Machine.]
- Медична професійна мова в історії української літературної мови
- Лист Л. Українки до матері [Архівовано 14 вересня 2011 у Wayback Machine.]
- Стаття «Галин Мартирій Андрійович» в онлайн-енциклопедії «Аккерманіка»
- Пилипчук Р. Атрибуція авторства статей про Миколу Ковалевського в «Літературно-науковому вістнику» у 1909 році // Український археографічний щорічник. — 2013. — Вип. 18. — С. 804—807.